# Karl Arendt

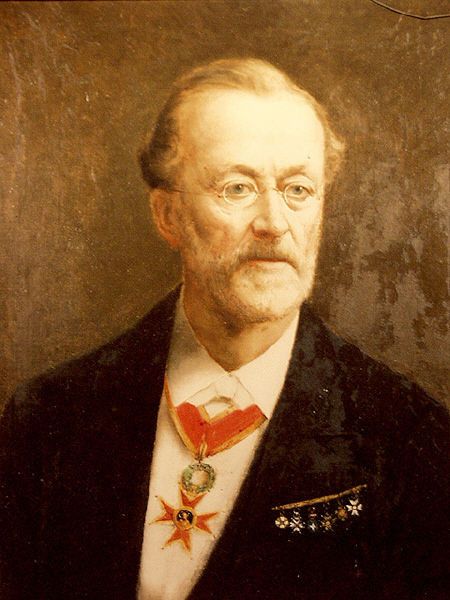
Karl Arendt

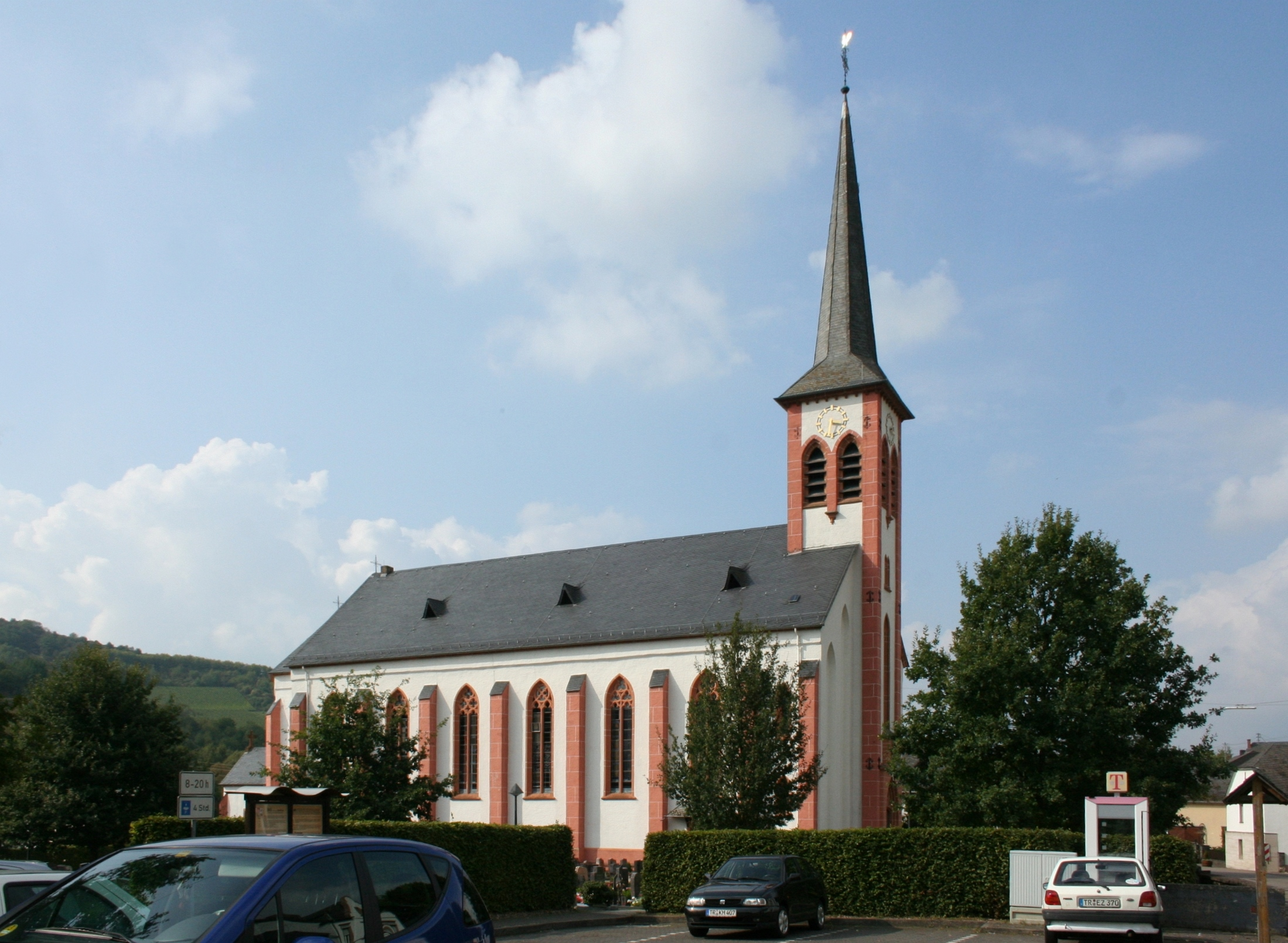
Kirche St. Martin in Fell

Karl Arendt oder Charles Arendt (* 15. März 1825 in Vianden; † 21. November 1910 in Luxemburg; vollständiger Name: Johann Karl Wenzeslaus Arendt) war ein luxemburgischer Architekt, Baubeamter und Schriftsteller.

## Leben
Nach dem Besuch des Progymnasiums in Diekirch und des Athénée de Luxembourg durchlief Arendt zunächst eine zweieinhalbjährige praktische Ausbildung in der staatlichen Bauverwaltung des Großherzogtums Luxemburg. Anschließend studierte er 1846/1847 in Brüssel und 1847–1849 in München. Arendt wird in einigen Quellen als Schüler des Kölner Dombaumeisters Ernst Friedrich Zwirner bezeichnet, was sich jedoch nicht ohne weiteres in die anderen Angaben zum Lebenslauf bzw. zur Ausbildung einfügt. 1850 wurde er nach dem bestandenen Staatsexamen Distriktsarchitekt bzw. Bezirksarchitekt in Grevenmacher und im August 1858 Staatsarchitekt in Luxemburg. Diese Stellung hatte er bis zu seinem Eintritt in den Ruhestand 1897 oder 1898 inne.
Arendt erhielt Auszeichnungen wie den großherzoglich luxemburgischen Militär- und Zivildienst-Orden Adolphs von Nassau, den großherzoglich luxemburgischen Orden der Eichenlaubkrone, den Leopold-Orden, den großherzoglich sächsischen Hausorden vom Weißen Falken, den königlich preußischen Kronen-Orden 3. Klasse, den päpstlichen Orden des heiligen Gregor des Großen und den päpstlichen Orden pro ecclesia et pontifice. Außerdem war er korrespondierendes Mitglied der belgischen Société Centrale d'Architecture. In Nachrufen wurde er auch als „Offizier der französischen Akademie“ bezeichnet, wobei unklar bleibt, ob damit (bei wörtlicher Übersetzung) tatsächlich die elitäre Académie française gemeint ist.

## Werk
Arendt entwarf 78 Kirchen (Neubauten und Erweiterungen), daneben schuf er rund 130 Profanbauten. Außerdem restaurierte er zahlreiche Kulturdenkmale, darunter die Schlosskapelle in seiner Geburtsstadt. Er publizierte etwa 150 Schriften zu historischen und archäologischen Themen. In seiner 1904 begonnenen Luxemburger Porträtgallerie wollte er alle bedeutenden Luxemburger in chronologischer Reihenfolge bis zu seiner eigenen Lebenszeit vorstellen.
Zu seinen in Preußen ausgeführten Bauten gehören:
- 1865–1867: katholische Kirche St. Martin in Fell (Mosel) (neogotisch; unter Denkmalschutz)[4][5]
- 1865–1867: katholische Kirche St. Michael in Heidenburg[6]
- 1872–1875: katholische Kirche St. Peter in Ehrang bei Trier[7]
- 1886–1887: katholische Kirche St. Dionysius in Lissendorf (neoromanisch)[8]